# (1513) Mátra
(1513) Mátra ist ein Asteroid des Hauptgürtels, der am 10. März 1940 von dem ungarischen Astronomen György Kulin am Konkoly-Observatorium in Budapest entdeckt wurde.
Der Name des Asteroiden ist von dem Mátra-Gebirge im Norden Ungarns abgeleitet, wo sich eine Außenstelle des Konkoly-Observatoriums befindet.